# Stormgate
Stormgate — стратегія в реальному часі, розроблена студією Frost Giant Studios, утвореною вихідцями з Blizzard. Гра вийшла в ранньому доступі у Steam 30 липня 2024 року, а повний реліз відбувся 5 серпня 2025.

## Ігровий процес

### Основи
У Stormgate потрібно добувати ресурси, будувати за них військову базу, створювати робочих і бойових юнітів, і боротися проти суперників. На старті гравець має штаб, декілька робітників і джерела ресурсів поблизу.
Є два базових ресурси: люмініт (англ. luminite) і терій (англ. therium). Купи терію поступово стають збагаченими (при цьому підсвічуються зеленим), що дозволяє робітникам збирати з кожної купи вдвічі більше. Родовища зазвичай розташовані на старті поблизу бази, але з часом вичерпуються. Максимум доступних юнітів обмежений лімітом населення. Кожен юніт витрачає мінімум одну одиницю населення. Ліміт підвищується будівництвом спеціальних споруд.
На місцевості можуть розташовуватися табори керованих комп'ютером кріпів. Якщо гравець перемагає охорону табору, то отримує невелику армію, що автоматично атакує суперника, та певний тимчасовий корисний ефект. Наприклад — додаткове джерело ресурсів або лікування навколо табору. Крім таборів існують штормові брами (англ. stormgates), на честь яких і названа гра. Це зони, що періодично активуються і переходять у власність гравця, котрий завдасть по них найбільше атаки. Штормова брама надає цінних безкоштовних юнітів або зброю масового ураження. Кожна активація штормової брами пропонує потужнішу винагороду (потужність вимірюється трьома рівнями). Змагання за володіння брамами призначене зробити гру більш динамічною та спонукати гравців рухати війська.
Всередині гри є розділ Sigma Labs, у якому тестуються нові функції та відбувається співпраця між гравцями. Вони можуть боротися разом у кооперативних або змагальних місіях та створювати нові карти для багатокористувацької гри у вбудованому редакторі.
Гравці підвищують рівень свого облікового запису за гру в різних режимах. У нагороду отримуються безкоштовні косметичні предмети для оформлення портрета гравця. За реальні гроші можна придбати інші елементи оформлення, як-от інший вигляд туману війни.

### Фракції
- Авангард (англ. The Vanguard) — технологічно розвинені люди, що борються проти Пекельного ладу на Землі. Фракція спирається на витривалість і адаптивність на полі бою. Частина її споруд та юнітів перемикаються між різними режимами. Наприклад, у спостережний пост можна посадити різних юнітів, змінивши цим його спеціалізацію. Юніти Авангарду заробляють у боях звання, що збільшує їхні характеристики. Робітники здатні будувати споруди разом, завдяки чому пришвидшується будівництво[5].
- Пекельний лад (англ. The Infernal Host) — схожі на демонів істоти, що спустошують населені планети задля отримання життєвої сили «анімус». Їхні споруди поширюють темний туман «саван», перебуваючи у якому, юніти Пекельного ладу лікуються та сильнішають. Пекельний лад не тренує своїх юнітів, а майже миттєво викликає їх із рідної планети. Кожен виклик витрачає «заряд», який поступово поповнюється. Створення споруд потребує принесення в жертву робітника[6].
- Небесна армада (англ. The Celestial Armada) — стародавня цивілізація, що подорожує Всесвітом, захищаючи населені планети. Вона веде тривалу війну проти Пекельного ладу. Небесна армада вирізняється мобільністю. Її штаб може перелітати в інші місця, а споруди створюються без участі робітників у певному радіусі навколо штабу та інших споруд. Для роботи бази необхідно підтримувати достатній рівень енергії. В Небесної армади на старті є потужні можливості для розвідки та підвищення ефективності споруд і юнітів[7].

Як суперники доступні також дві підфракції: Авангарду та Пекельного ладу.

## Кампанія
Сюжетна кампанія Stormgate складається з 12-и місій, але безкоштовно доступні тільки 3 початкові. На відміну від звичайних сутичок, у кампанії можна вдосконалювати бойові одиниці та екіпірувати героям різні предмети, що змінюють характеристики та дають нові здібності.
Сюжетним подіям передує війна між Пекельним ладом і Небесною армадою. Кілька тисяч років до н. е. Пекельний лад вторгнувся на Землю, щоб добувати життєву енергію «анімус». Небесна армада перемогла загарбників і лишила на Землі пристрій Пригнічувач, аби перешкодити поверненню Пекельного ладу. На початку XXII століття люди знаходять Пригнічувач і починають досліджувати його з метою подолати масштабну екологічну кризу. Вчений Клайв Куллін під впливом голосу істоти Шептуна вимикає пристрій. В результаті відкривається міжпросторовий портал, крізь який Пекельний лад вторгається на Землю.
Через 15 років Землі досягає космічний корабель «Авангард», відправлений зі станції на околиці Сонячної системи. Земля до того часу здебільшого спустошена, на ній ведуть боротьбу Пекельний лад, Небесна армада й залишки людського спротиву. Амара Нассар очолює пошуки союзників і способу відвоювати планету.

## Розробка
Колишні розробники з Blizzard Тім Мортен та Тім Кемпбелл заснували Frost Giant Studios у жовтні 2020 року з наміром створити доступну широкому загалу стратегію в реальному часі. Мортен раніше був керівником розробки StarCraft II: Legacy of the Void, а Кемпбелл був головним дизайнером кампанії Warcraft III: The Frozen Throne. Вони залучили майже 5 млн доларів початкового фінансування, додаткові 5 млн доларів у березні 2021 року, та 25 млн доларів у січні 2022 року. Ідеєю розробників було створити гру, орієнтовану передусім на змагальні матчі, кооперативні проходження місій та тісну інтеграцію зі спільнотою гравців. Творці гри сильно надихалися кооперативним режимом StarCraft II.
Frost Giant дебютувала зі Stormgate у червні 2022 року. Закрите бета-тестування розпочалося у грудні 2023 року. Stormgate перебувала у ранньому доступі в Steam з 30 липня 2024 року. Повний реліз відбувся 5 серпня 2025 року. Розробники анонсували безкоштовні оновлення гри та додаткову кампанію за Пекельний лад.

## Сприйняття
Реліз Stormgate майже оминула увага потенційних гравців. 5 серпня у неї одночасно зіграли 986 осіб, майже в п'ять разів менше, ніж було на старті бета-тестування в 2023 році. Гравці сприйняли Stormgate посередньо. Головна критика була спрямована на те, що Stormgate поступається StarCraft II, а доступ до всіх героїв і місій кампанії платний.
Леана Гафер у IGN назвала Stormgate перспективним поєднанням класики та новацій, що робить її гарною змагальною грою. В той же час негативним аспектом називалося те, що деякі оригінальні ідеї були прибрані впродовж розробки; а також поспішна кампанія, де «в короткій репліці згадується щось важливе, що, очевидно, сталося за кадром, замість того, щоб показати це нам».